# 约翰内斯·鲁伊希
约翰内斯·鲁伊希（Johannes Ruysch，1460年—1533年），文艺复兴时期低地国家探险家、天文学家、地图制作者和画家。

## 生平
他曾参加一次去北美海岸的探险活动。他绘制的世界地图包括美洲，该图于1507年至1508年间印刷出版，被插入其《宇宙志导论》（1507年至1508年）一书的印本中。